# عبدالستار (دیپلمات)
عبدالستار (اردو: عبد الستار؛ ۱۹۳۱ – ۲۳ ژوئن ۲۰۱۹) سیاست‌مدار اهل پاکستان بود. وی در سال ۱۹۹۳ و از سال ۱۹۹۹ تا سال ۲۰۰۲ وزیر امور خارجه پاکستان بوده‌است.